# Al-Hauta
Al-Hauta (arab. الهوتة) – miejscowość w Syrii, w muhafazie Aleppo. W 2004 roku liczyła 2401 mieszkańców.